# Авиастар
«Авиастар» (Филиал ПАО "Ил" - Авиастар) — авиастроительный завод в Ульяновске, входит в структуру Объединенной авиастроительной корпорации.
Специализируется на производстве транспортных самолётов Ил-76МД-90А, самолётов-топливозаправщиков Ил-78М-90А, сервисном обслуживании транспортных самолётов Ан-124 «Руслан». Участвует в кооперации по производству нового среднемагистрального пассажирского самолёта МС-21, лёгкого транспортного самолёта Ил-112В, регионального самолёта Ил-114-300. Предприятие осуществляет гарантийное и послегарантийное обслуживание авиационной техники.
Производственные мощности «Авиастара» позволяют выпускать до полусотни самолётов в год. До 2004 года на предприятии выпускались тяжёлые военно-транспортные самолёты Ан-124 «Руслан» из задела, накопленного в советское время. Предпринимались попытки возобновить полноценное производство, однако они не увенчались успехом.
Из-за вторжения России на Украину, завод находится под санкциями всех стран Евросоюза, США, Японии и ряда других стран

## История
На основании распоряжения Совета Министров СССР № 1784-рс от 5 августа 1 сентября 1975 года выпущен приказ Министерства авиационной промышленности № 350ч «О строительстве в Ульяновске авиационного промышленного комплекса».
Геодезическая разбивка главных корпусов и цехов завода и жилого массива осуществлялась на левом берегу Волги, на плодородных полях Чердаклинского района. Официально датой создания Ульяновского авиационного промышленного комплекса считается 10 июня 1976 года.
В период с 1977 года по 1980 год был введён первый пусковой комплекс и разработана документация на производство самолёта Ан-124 «Руслан».
В 1977-88 годах было построено 19-этажное здание администрации и инженерного центра завода (корпус № 45) высотой 85 метров, которое до сих пор является самым высоким зданием в Ульяновской области.
В 1983 году был построен и принят в эксплуатацию испытательный аэродром завода, получивший название «Ульяновск-Восточный»; взлётно-посадочная полоса аэродрома — одна из самых длинных в мире (5000 м). В настоящее время на базе данного аэродрома функционирует международный аэропорт.
В январе 1985 года, в целях увековечения памяти Устинова Дмитрия Фёдоровича, постановлением Совета министров СССР, присвоено имя Д. Ф. Устинова Ульяновскому авиационному промышленному комплексу.
30 октября 1985 года состоялся первый полёт выпущенного заводом транспортного самолёта Ан-124 «Руслан».
С 1986 года по 1990 год производилась сдача первой очереди завода, также в производство был запущен пассажирский самолёт Ту-204, первый из которых поднялся в воздух 17 августа 1990 года.
В 1992 году УАПК(о) имени Устинова был преобразован в акционерное общество «Авиастар».
12 февраля 1993 года был выпущен первый магистральный грузовой самолёт Ту-204С с двигателями ПС-90А. Самолёт этого же типа только с двигателями «Rolls-Royce» был представлен 11 июня 1993 года на международной выставке в Ле Бурже, Франция.
В 2000 году все модификации пассажирских и грузовых самолётов семейства Ту-204: Ту-204-100, Ту-204С, Ту-204-120, Ту-204-120С — были сертифицированы АСЦ АР МАК.
В 2001 году на международной выставке «МАКС-2001» президент России Владимир Путин посетил самолёт Ту-204-100 (64020).
В 2002 году ЗАО «Авиастар-СП» принимало участие в международном авиационном салоне в английском городе Фарнборо.
В 2004 году самолёт Ту-204-300 под заводским номером 64026 совершил первый беспосадочный испытательный полёт во Владивосток. Также были переданы в эксплуатацию самолёты Ан-124-100 «Руслан» для авиакомпаний «Волга-Днепр» и «Полёт».
В 2005 году самолёт Ту-204-300 был сертифицирован и представлен на «МАКС-2005». Авиакомпании «Владивосток Авиа» передано в эксплуатацию 6 таких самолётов.

В 2007—2008 годах проведена модернизация предприятия: Савёловский машиностроительный завод машиностроительного дивизиона компании «Бородино» изготовил 7 единиц фрезерного оборудования на общую сумму 77 млн рублей.
03 июня 2008 года Ту-204-100В с номером 64043 передан авиакомпании Red Wings Airlines, став первым самолётом в серии по специальному заказу компании «Ильюшин Финанс» и 35-м Ту-204, произведённым на «Авиастаре».
В 2010 году организовано производство модернизированного самолёта Ту-204СМ. Произведено два самолёта.
В 2010—2012 годах проведена подготовка к производству и испытаниям глубоко модернизированных самолётов Ил-76.
4 октября 2012 года состоялся первый демонстрационный полёт лётного образца самолёта Ил-76МД-90А в присутствии президента Российской Федерации Владимира Путина. В этот же день был подписан контракт на поставку 39 самолётов для Министерства обороны России. Сумма контракта составила почти 140 млрд рублей.
К середине 2010-х годов на предприятии развёрнуто серийное строительство самолётов Ил-76МД-90А.
21 ноября 2014 года первый транспортный самолёт был передан заказчику.
По состоянию на 2016 год деятельность концентрируется, главным образом, на проектах Ил-76МД-90А, Ил-78М-90А, МC-21, SSJ100 и Ан-124, перспективный проект для завода — производство нового лёгкого военно-транспортного самолёта Ил-112В. Принято решение о прекращении производства авиалайнеров семейства Ту-204 на «Авиастаре».
За 2020 год АО «Авиастар-СП» изготовило 3 самолёта Ил-76МД-90А.
18 декабря 2020 года стало известно о подписании между АО «Авиастар-СП» и Министерством обороны Российской Федерации государственного контракта на поставку десяти самолётов-заправщиков Ил-78М-90А.

## Собственники и руководство
Руководители УАПК—Авиастар:
- Сысцов Аполлон Сергеевич (1975—1980) — первый генеральный директор УПАК;
- Абдулин Фен Загидович (1980—1985);
- Пильник Михаил Прокофьевич (1986—1990);
- Михайлов Виктор Васильевич (10.06.1990—1997)[18][19][20][21];
- Коротнев Геннадий Иванович (1997—2000);
- Рязанов Юрий Викторович (апрель-октябрь 2001);
- Михайлов Виктор Васильевич (2001—2008);
- Шушпанов Михаил Николаевич (2008—2010);
- Дементьев Сергей Геннадьевич (2010—2016)[22];
- С марта 2016 г. управляющий директор "Авиастар-СП" — Андрей Анатольевич Капустин[23][24];
- С января 2017 г. управляющий директор "Авиастар-СП" — Сергей Юрасов[25];
- С 3 мая 2018 года исполняющий обязанности управляющего директора АО «Авиастар-СП» назначен Василий Николаевич Донцов[25].
- С сентября 2020 года управляющий директор АО «Авиастар-СП» — Шереметов Сергей Константинович[26], председатель совета директоров — Никулин В. В.[27]

Единоличный исполнительный орган (управляющая организация) — ПАО «Авиационный комплекс имени С. В. Ильюшина».

## Санкции
3 марта 2022 года, на фоне вторжения России на Украину, завод попал под санкции США в качестве ответа на «преднамеренную, неспровоцированную войну России против Украины», отмечая, что «предприятие проектирует, разрабатывает и производит оружие, которое путинские военные используют для нападения на Украину». 19 октября 2022 года завод включён в санкционный список Украины «в ответ на умышленное и неспровоцированное вторжение России в Украину» против «военной машины Путина». 18 декабря 2023 года завод включён в санкционный список всех стран Евросоюза, так как он производит самолёты Ил-76, «которые используются Вооруженными силами России во время агрессивной войны против Украины».
По аналогичным основаниям «Авиастар-СП» находится под санкциями Японии, Швейцарии, Австралии и Новой Зеландии

## Галерея
- Во время посещения предприятия «Авиастар-СП». Справа – Министр транспорта Игорь Левитин и губернатор Ульяновской области Сергей Морозов (2009).
- Во время посещения предприятия «Авиастар-СП» (2009).